# Gérard Barray
| Gérard Barray                             | Gérard Barray                                          |
| Kattints az alábbi külső linkek egyikére! | Kattints az alábbi külső linkek egyikére!              |
| ----------------------------------------- | ------------------------------------------------------ |
| Nem található szabad kép.(?)              |                                                        |
| külső link · jogvédett                    | Vallombreause hercege a „Fracasse kapitány”-ban (1961) |

Gérard Barray (Toulouse, 1931. november 2. – 2024. február 15.) francia színész.

## Életpályája
Párizsban az egyetem orvosi fakultására iratkozott be, majd tanulmányait abbahagyva 1952-ben René Simon színi tanfolyamának hallgatója lett. Kezdetben mint énekes-színész különböző kabarékban lépett fel. Az első számottevőbb feladathoz 1956-ban a Théâtre Hébertot színpadán Oscar Wilde Lady Windermere legyezője című vígjátékában jutott. Filmszereplőként az 1960-as években terelődött rá a figyelem, mint a romantikus történetek daliás külsejű, hódító megjelenésű, artista ügyességű hősére.
A három testőr 1961-es – Bernard Borderie rendező által készített kétrészes filmváltozatában D’Artagnan legendás figuráját, a rettenthetetlen Pardaillan lovag kalandjaiban a címszereplő lovagot, a „hekus”-történetekben San Antonio felügyelőt keltette életre.

## Filmjei
- 1960: Szájvíz (L’eau à la bouche); Miguel Baran
- 1961: Fracasse kapitány (Le capitaine Fracasse); Vallombreuse hercege
- 1961: A három testőr I. A királyné nyakéke; D’Artagnan
- 1961: A három testőr II. A Milady bosszúja; D’Artagnan
- 1961: A korzikai testvérek (I fratelli Corsi); Giovanni Sagona
- 1962: Seherezádé (Shéhérazade), Renaud de Villecroix
- 1964: Pardaillan lovag (Le chevalier de Pardaillan); Jean de Pardaillan
- 1965: Az aztékok kincse (Der Schatz der Azteken); Alfonso di Rodriganda y Sevilla gróf
- 1965: A Napisten piramisa (Die Pyramide des Sonnengottes); Alfonso di Rodriganda y Sevilla gróf
- 1966: A kalózkapitány (Surcouf, l’eroe dei sette mari); Robert Surcouf kapitány
- 1966: A kalózkapitány újra tengerre száll (Il grande colpo di Surcouf); Robert Surcouf kapitány
- 1968: Lángok az Adrián (Flammes sur l’Adriatique); Michel Masic
- 1969: A tanú (Le témoin); Van Britten
- 1972–1981: Au théâtre ce soir, tévésorozat
- 1997: Nyisd ki a szemed! (Abre los ojos); Duvernois
- 2000: Szexi dög (Sexy Beast); spanyol tisztviselő